# Douglas Blubaugh
Douglas Morlan Blubaugh (Ponca City, 31 dicembre 1934 – 16 maggio 2011) è stato un lottatore statunitense, specializzato nella lotta libera.

## Palmarès

### Olimpiadi
- 1 medaglia:
  - 1 oro (Roma 1960 nei pesi welter)